# 赵德尊
赵德尊（1913年4月26日—2012年2月1日），男，奉天辽中人，中華人民共和国政治人物。

## 生平
赵德尊是奉天辽中县冷子堡镇冷后村人。早年就读沈阳第二初级中学、沈阳第三高级中学，后因日军入侵东北而流亡北平，进入北平东北中学，后考入清华大学外国语言文学系，参加组织一二九运动、中共清华大学支部书记，后被捕关押于北平陆军监狱。经中共地下党营救出狱，调任全国民族解放先锋队总队部秘密党团组织委员。
1937年，抵达太原，任中共平汉线省委秘书长、平津流亡同学会负责人。后率领人员担任冀西民训处组训部副主任、主任，组织冀西游击总队。1939年，任中共晋冀特委宣传部部长。次年升至晋冀豫区第一地委副书记。1942年，任中共晋冀豫区第六地方委员会书记、军分区政委。
第二次国共内战期间，抵达东北，任中共黑龙江省省委组织部部长、副书记。中华人民共和国成立后，担任中共黑龙江省委书记、黑龙江省政府主席。1953年，兼黑龙江省军区政委。1953年，任中共中央东北局委员、秘书长。1954年，因高岗、饶漱石案中被诬陷为“五虎大将”（张秀山、张明远、赵德尊、郭峰、马洪）之一，降沈阳东北制药总厂副厂长、沈阳化工研究院任副院长。文化大革命期间受到迫害。1979年，起用任中共黑龙江省委书记、副省长，后改任黑龙江省人大常委会主任。

### 引用
1. ↑  . 人民网.   [2012-02-29]. （原始内容存档于2019-06-04）.
2. ↑  胡华. . 中共党史人物硏究会: 陕西人民出版社. : 312页.
3. ↑  . 黑龙江网络广播电视台.   [2012-02-29]. （原始内容存档于2012-03-10）.
4. ↑  中共中央党史资料征集委员会，中囯人民解放军辽沈战役纪念馆建馆委员会, “辽沈決战”编审小组. . 人民出版社. 1988年: 84页. ISBN 9787010004136.
5. ↑  廖盖隆. . 中共中央党校出版社. 1991年: 60页.
6. ↑  徐慶全. . 2008年: 99页. ISBN 9789629963491.
7. ↑  . 新浪网.   [2012-02-29]. （原始内容存档于2020-04-03）.
8. ↑  . 黑龙江日报.   [2012年2月29日]. （原始内容存档于2011年12月8日）.
9. ↑  黑龙江省人大常委会办公厅. . 1997年: 221页.